# Пилипенко Михайло Корнійович
Пилипенко Михайло Корнійович (білор. Міхаїл Карнеевіч Піліпенка; нар. 3 вересня 1924 — пом. 24 листопада 2009) — радянський воєначальник військ зв'язку, Герой Радянського Союзу (1943), генерал-лейтенант (СРСР), генерал-полковник (Україна). Почесний громадянин міста Києва (1989) , громадський діяч, був членом багатьох ветеранських та інших організацій.

## Біографія
Народився 3 вересня 1924 року в селі Дубровці Хотимського району Калінінського округу Білоруської РСР у селянській родині. Білорус. Батько — Корній Юхимович Пилипенко (1902—1981), мати — Серафима Онисимівна Пилипенко (1904—1939). Дружина — Лариса Павлівна Пилипенко (нар. 1928), уроджена Шелепенко.
Коли розпочалась Німецько-радянська війна, разом з батьком добровільно пішов на фронт на початку липня 1941 року. Через два тижні під Козельськом прийняв «бойове хрещення», вступивши в бій з авіадесантом ворога. В цьому бою отримав поранення. Учасник параду 7 листопада в Москві.
Потім воював на Західному, Калінінському, Північно-Західному, Воронезькому, Степовому, 1-му Українському фронтах. Брав участь у таких відомих битвах, як битва за Москву, оборона Ленінграда, Курська битва, битва за Дніпро, Корсунь-Шевченківська операція.
У складі 1318-го стрілецького полку (163-тя стрілецька дивізія 38-ї армії Воронезького фронту) командир відділення роти зв'язку молодший сержант Михайло Пилипенко тричі форсував Дніпро. Спочатку 25 вересня 1943 року навпроти Києва через Матвіївську затоку на Труханів острів. 27-29 вересня 1943 року — друге форсування південніше Києва біля села Бортничі через Жуків острів, де брав участь у визволенні села Чапаєвка. Потім 163-тя стрілецька дивізія була перекинута в район на північ від Києва. І там біля села Лютіж ця дивізія в третій раз форсувала Дніпро, захопивши ділянку на Лютіжському плацдармі. Під час всіх цих десантних операцій зв'язківець-розвідник Михайло Пилипенко під вогнем противника забезпечував зв'язок підрозділів 1318-го стрілецького полку. У ході визволення Києва в районі Пуща-Водиця німецькі війська прорвали лінію фронту і перейшли в контрнаступ. Михайло Пилипенко залишився зі своєю радіостанцією в тилу ворога. Для того, щоб ліквідувати прорив Михайло Пилипенко для коригування дій артилеристів викликав вогонь на себе.
За проявлені мужність і героїзм Указом Президії Верховної Ради СРСР за участь у форсуванні Дніпра, міцне закріплення на правому березі в бою 29 жовтня 1943 року М. К. Пилипенку присвоєно звання Героя Радянського Союзу.
Учасник Параду Перемоги в Москві на Червоній Площі, який відбувся 24 червня 1945 року.
Після закінчення війни закінчив Куйбишевське військове училище зв'язку та Військову академію зв'язку в Ленінграді. У 1972 році пройшов навчання на академічних курсах.
Надалі служив на різних посадах у Білоруському військовому окрузі, у Військової академії зв'язку, у Групі радянських військ у Німеччині, начальником гарнізону зв'язку ГРУ Генерального штабу Збройних сил СРСР у селищі Ватутінки Ленінського району Московської області.
З 1972 по 1988 роки Михайло Корнійович Пилипенко очолював Київське вище військове інженерне двічі Червонопрапорне училище зв'язку імені М. І. Калініна (КВВІУЗ їм. М. І. Калініна). У 1973 році Михайлу Корнійовичу присвоєно військове звання генерал-майор.
На посаді начальника училища вніс великий внесок в удосконалення навчального процесу, покращення матеріально-технічного оснащення та підвищення престижу цього навчального закладу. У 1984 році Михайлу Корнійовичу присвоєно військове звання генерал-лейтенант.
У 1986 році брав участь у ліквідації наслідків аварії на Чорнобильській АЕС у 30-кілометровій зоні, внаслідок чого отримав інвалідність 1-ї групи як ліквідатор Чорнобильської катастрофи.
У листопаді 1988 року Михайло Корнійович вийшов на пенсію.
Указом Президента України Леоніда Даниловича Кучми Михайлу Корнійовичу Пилипенку присвоєно військове звання генерал-полковник.
Проживав у Києві до 2002 року.
З 2002 року переїхав до Москви на постійне місце проживання. Помер 24 листопада 2009 року. Похований на центральній алеї Люблінського кладовища міста Москви.

## Громадська діяльність
З 1989 року працював у науковому центрі Збройних Сил України. Активний учасник ветеранського руху України, член Ради організації ветеранів України, член президії Київської організації ветеранів війни, голова Комітету Героїв Радянського Союзу України, очолював Білоруську діаспору в Україні. Михайло Корнійович був членом Міжнародної благодійної організації «Міжнародний клуб пошани визначних людей» і мав багато почесних урядових грамот і відзнак.
Після переїзду в Москву Михайло Корнійович Пилипенко бере участь у діяльності ветеранського руху Росії. Брав активну участь у створенні телеканалу «Зірка» Міністерства оборони Російської Федерації. За родом своєї громадської діяльності, завжди був публічною фігурою і підтримував контакти з першими особами та політичною елітою Росії і України.
Автор і співавтор багатьох книг і фільмів. Зокрема, співавтор книги «В битві за Київ», Київ, Видавництво ЦК ЛКСМУ «Молодь», 1983 рік. Автор книги «Віч-на-Віч з Війною», за підтримки Леоніда Даниловича Кучми та Олександра Олександровича Омельченка, Київ, Видавництво «Молодь», 1999 рік. Автор книги «Пишаюся Великим Минулим», Москва, Товариство дружби і розвитку співробітництва з зарубіжними країнами, 2008 рік. Співавтор книги «Антидот — Ляпас українському націоналізму», спільно з Віталієм Васильовичем Федорчуком, Москва, ФГУП «Виробничо-видавничий комбінат ВІНІТІ», 2010 рік. Один з творців фільму і один з ініціаторів його створення, спільно з Віталієм Васильовичем Федорчуком, «Ганебна таємниця Хатині», який був показаний в травні 2009 року на телеканалі «Зірка».

## Нагороди та звання
- Звання Героя Радянського Союзу з врученням медалі «Золота Зірка» (медаль «Золота Зірка» № 1834) та Ордену Леніна.
- Орден Леніна
- Три ордени Червоної Зірки
- Орден Вітчизняної війни I ступеня
- Орден «За службу Батьківщині у Збройних Силах СРСР» III ступеня
- Український орден Богдана Хмельницького (Україна) III ступеня
- Український Орден «За заслуги» (Україна) III ступеня

Нагороджений багатьма відомими медалями воєнного та мирного часу
- Заслужений працівник вищої школи СРСР
- Заслужений працівник зв'язку СРСР
- Почесний громадянин міста Києва
- Почесний громадянин міста Вишгород Київської області
- Почесний громадянин міста Біла Церква Київської області
- Почесний солдат 66-го окремого полку зв'язку Червонопрапорного Білоруського військового округу
- Почесний курсант КВВІУЗ їм М. І. Калініна

## Вшанування пам'яті
У другій половині 70-х — початку 80-х років XX століття, в Києві створювався меморіальний комплекс Національний музей історії України у Другій світовій війні. Біля входу в меморіальний комплекс скульптори задумали поставити монумент учасникам форсування Дніпра. Відомий скульптор Фрідріх Мкртичович Согоян вирішив взяти прообрази для монумента з конкретних Героїв-фронтовиків форсування Дніпра. Прообраз зв'язківця був узятий з Михайла Корнійовича Пилипенка. .
На честь славної пам'яті героя Радянського Союзу Михайла Пилипенка в Хотимському районі Республіки Білорусь названа його ім'ям одна з вулиць міста.